# قرية بني سري (الطويلة)

تعديل مصدري - تعديل

بني سري هي إحدى قرى عزلة بني سري بمديرية الطويلة التابعة لمحافظة المحويت، بلغ تعداد سكانها 326 نسمة حسب تعداد اليمن لعام 2004.